# كفار فيتكين
كفار ڤيتكين (بالعبرية: כְּפַר וִיתְקִין) هو موشاڤ عُمال يقع غربي سهل حيفر في وسط إسرائيل. يبعد حوالي 8 كيلومترات عن نتانيا. يُعتبر من أوائل المستوطنات اليهودية في سهل حيفر. في عام 2019 بلغ عدد سكانه 1,973 نسمة.

## تاريخ
في عام 1930 استقرت مجموعة من 20 شخص في منزل حجري قديم يعود إلى القرن التاسع عشر. كان المنزل الوحيد في المنطقة وهو لعربي مسيحي من لبنان، كان يستخدمه العمال الذين كانوا يزرعون أراضيه. اشترى الصندوق القومي اليهودي المنزل والأراضي المحيطة به، ومنذ ذلك الحين أُطلق عليه اسم «بيت الأوائل» (بالعبرية: בית הראשונים بِيتْ هَرِيشُونِيمْ). في عام 1933 انتقل هؤلاء إلى منازل جديدة في موقع الموشاف الحالي، وأطلقوا عليه اسم كفار فيتكين نسبةً إلى المربي وزعيم الحركة العمالية «يوسف فيتكين». في عام 1948 بلغ عدد سكان الموشاف 700 نسمة. يُغطي الموشاف نحو 150 مزرعة خاصة.

## اقتصاد
يُعد موشاف كفار فيتكين واحد من أكبر موشافات العمال في إسرائيل. يوجد في الموشاف حوالي 150 مزرعة، وحوالي 20 وحدة «موظفي القطاع العام» و150 أسرة. من بين 150 مزرعة، يعمل حوالي نصفها في الزراعة. القطاعات الرئيسية للاقتصاد هي مزارع الألبان وتربية الأبقار، والتي تنتج حوالي 20 مليون لتر من الحليب سنويًا. والزهور والمشاتل، والبساتين والمزارع الأخرى وتربية الدواجن. يوجد في الموشاف لجنة محلية تدير الأنشطة الاجتماعية والثقافية لسكان الموشاف.
يُجاور الموشاف كل من حوفيت والموشاف التعاوني بيت حيروت ومن خلف الطريق الساحلي موشاف بيت ياناي. يوجد في موشاف كفار فيتيكن معظم المؤسسات التي تخدم سكان هذه التجمعات وغيرها مثل مخمورت وبيتان أهارون وبات حين. وهذا يشمل مدرسة يوسف فيتكين الابتدائية، وروضات أطفال، وعيادة، محل بقالة، ومكتب بريد، وكنيس ومركز اجتماعي وغيرها.